# Celda de Clark

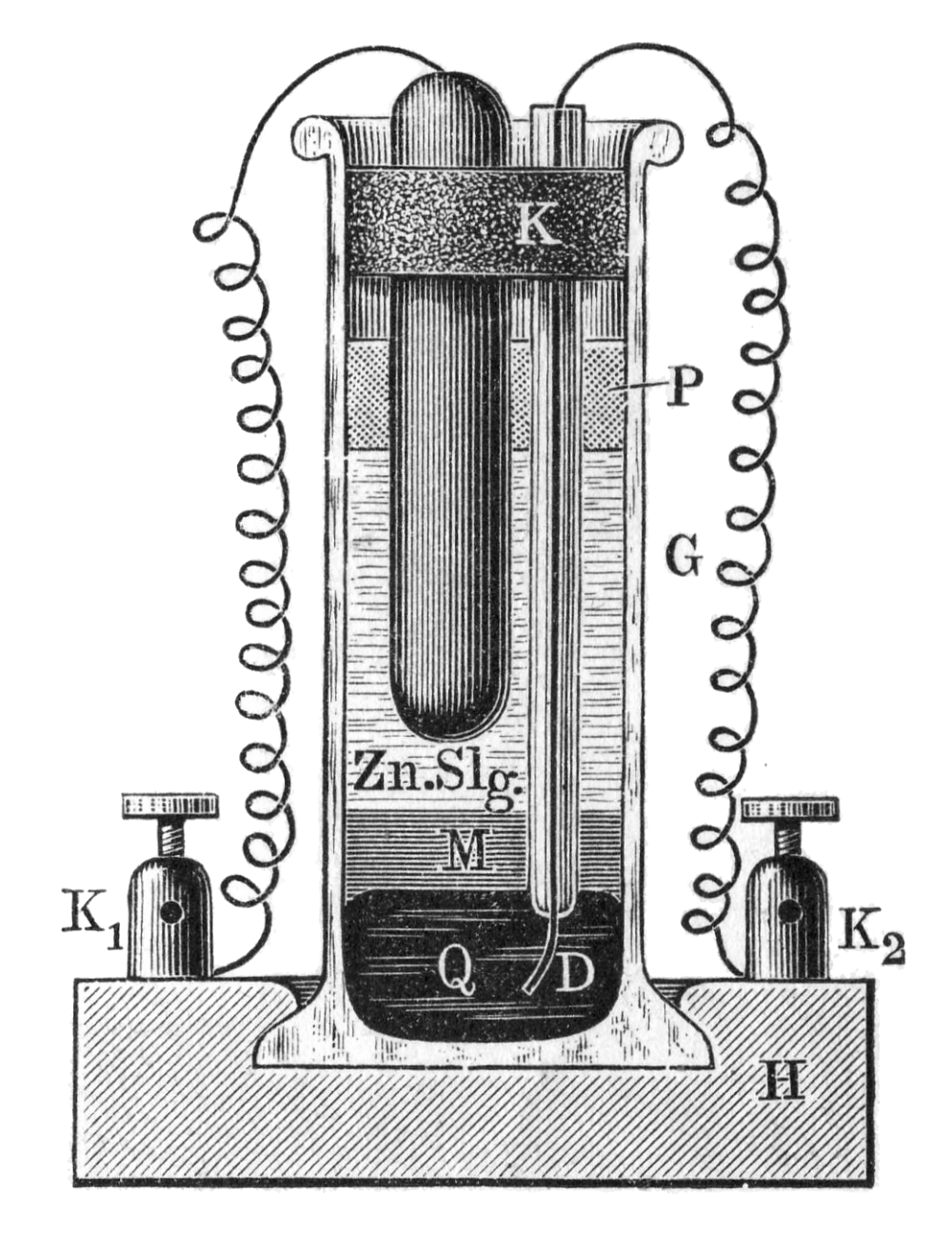
Celda Clark(1897)

La celda de Clark,  o pila de Clark  debe su nombre al  ingeniero inglés Josías Latimer Clark quien la inventó en 1873. Se trata de una pila húmeda, es decir, utiliza una solución de electrolito dentro de la pila, en lugar de una pasta húmeda con los electrólitos. Esta pila es especialmente notable por su gran estabilidad y constancia en el voltaje, cuando se emplea para producir corrientes de escasa duración, como las que se utilizaban en las trasmisiones telegráficas de la época. Como consecuencia de ello,  en 1893  el  Congreso Eléctrico Internacional consideró que la fuerza electromotriz suministrada por la pila (1,434 voltios)  podía ser utilizada como patrón de medida, por lo que la pila Clarck empezó a utilizarse como pila patrón en los laboratorios de electrometría hasta que fue sustituida, en esta función, por la pila Weston.

## Química
Las células Clark utilizan un cátodo de mercurio puro sobre el que se deposita una pasta obtenida hirviendo sulfato mercurioso en una solución saturada de sulfato de zinc. El ánodo está formado por una lámina de zinc de gran pureza en una disolución saturada de sulfato de zinc.  El contacto del cátodo se realiza mediante un hilo de platino sumergido en el mercurio. Las reacciones de oxidación reducción implicadas en esta pila son las siguientes:
Ánodo (polo negativo):   {\displaystyle {\ce {Zn(s) -> Zn^2+(aq) + 2e-}}}
Cátodo (polo positivo):  {\displaystyle {\ce {Hg2SO4(s) + 2e- -> 2Hg(l) + SO4^{2-}(aq)}}}